# 中原輝
中原 輝（なかはら ひかる、1996年7月8日 - ）は、熊本県山鹿市出身のプロサッカー選手。Jリーグ・清水エスパルス所属。ポジションはミッドフィールダー（MF）。

## 来歴
ルーテル学院中学校在学中の2011年、U-15日本代表候補に選出され、トレーニングキャンプに参加した。その後ルーテル学院高校を経て、駒澤大学へ進学。大学4年次の全日本大学サッカー選手権（インカレ）では準優勝し、サイドアタッカーとして存在感を発揮した。

### ロアッソ熊本
2019年より、ロアッソ熊本へ加入した。同シーズンは序盤は出番が少なかったが次第に頭角を表し、ゴールこそなかったがチームの攻撃の柱の選手として活躍した。
2020年シーズンは左ウインガーやインサイドハーフとして変えの利かない活躍を見せた。持ち前のカットインからの左足だけでなく、縦への突破からの右足クロスなど攻撃の手段も増え、6ゴール、6アシストを記録した。

### モンテディオ山形
2020年12月25日、モンテディオ山形への完全移籍が発表された。この年41試合に出場し、6得点の活躍を見せた。

### セレッソ大阪
2022年、J1のセレッソ大阪へ完全移籍。自身初のJ1公式戦となったリーグカップ第1節アウェイ開催のガンバ大阪との大阪ダービーで、移籍後初先発初得点、2-2の状況で後半84分にチームの3点目を決め勝利に貢献した。
中原のポジションであるサイドは選手層が厚く先発出場は少なかった。

### 東京ヴェルディ
2023年7月21日、東京ヴェルディへ期限付き移籍。加入後、初戦で得点し、全得点に絡んで4-3の勝利に貢献した。41節には、直接フリーキックで決勝点を決めて、15年振りのJ1復帰に望みを繋げた。この得点は月間ベストゴールにも選ばれて選考委員会から「最後まで昇格争いが出来たのは中原選手の力があってこそ」「ゴールを決めるだけでも素晴らしいが、ゴールの価値が高い。そして、すべてのプレーに凄みを感じる。圧倒的存在感」「ヴェルディの救世主」と評された。この決勝点によって順位を3位に上げた状態で、昇格プレーオフに臨むことができた。昇格プレーオフは2試合ともフル出場。準決勝では1得点、決勝ではPKに繋がるロングパスを出して、J1昇格に貢献した。わずか半年の在籍だったが、チームを16年ぶりのJ1昇格に導く大仕事を果たした。

### サガン鳥栖
2023年12月25日、サガン鳥栖へ完全移籍することが発表された。

### 清水エスパルス
2025年1月5日、清水エスパルスへ期限付き移籍することが発表された。

## 所属クラブ
- 山鹿FCJ
- ルーテル学院中学校
- ルーテル学院高等学校
- 駒澤大学
- 2019年 - 2020年  ロアッソ熊本
- 2021年  モンテディオ山形
- 2022年 - 2023年  セレッソ大阪
  - 2023年7月 - 同年12月  東京ヴェルディ（期限付き移籍）
- 2024年 -  サガン鳥栖
  - 2025年 -  清水エスパルス（期限付き移籍）

## 個人成績
| 国内大会個人成績 | 国内大会個人成績 | 国内大会個人成績 | 国内大会個人成績 | 国内大会個人成績 | 国内大会個人成績 | 国内大会個人成績 | 国内大会個人成績 | 国内大会個人成績 | 国内大会個人成績 | 国内大会個人成績 | 国内大会個人成績 |
| 年度             | クラブ           | 背番号           | リーグ           | リーグ戦         | リーグ戦         | リーグ杯         | リーグ杯         | オープン杯       | オープン杯       | 期間通算         | 期間通算         |
| 年度             | クラブ           | 背番号           | リーグ           | 出場             | 得点             | 出場             | 得点             | 出場             | 得点             | 出場             | 得点             |
| 日本             | 日本             | 日本             | 日本             | リーグ戦         | リーグ戦         | リーグ杯         | リーグ杯         | 天皇杯           | 天皇杯           | 期間通算         | 期間通算         |
| ---------------- | ---------------- | ---------------- | ---------------- | ---------------- | ---------------- | ---------------- | ---------------- | ---------------- | ---------------- | ---------------- | ---------------- |
| 2018             | 駒澤大           | 10               | -                | -                | -                | -                | -                | 1                | 0                | 1                | 0                |
| 2019             | 熊本             | 14               | J3               | 28               | 0                | -                | -                | 1                | 0                | 29               | 0                |
| 2020             | 熊本             | 7                | J3               | 34               | 6                | -                | -                | -                | -                | 34               | 6                |
| 2021             | 山形             | 41               | J2               | 41               | 6                | -                | -                | 1                | 0                | 42               | 6                |
| 2022             | C大阪            | 41               | J1               | 27               | 1                | 8                | 2                | 4                | 0                | 39               | 3                |
| 2023             | C大阪            | 41               | J1               | 16               | 1                | 4                | 0                | 2                | 0                | 22               | 1                |
| 2023             | 東京V            | 47               | J2               | 16               | 5                | -                | -                | -                | -                | 16               | 5                |
| 2024             | 鳥栖             | 8                | J1               | 22               | 2                | 0                | 0                | 0                | 0                | 22               | 2                |
| 通算             | 日本             | 日本             | J1               | 65               | 4                | 12               | 2                | 6                | 0                | 83               | 6                |
| 通算             | 日本             | 日本             | J2               | 57               | 11               | -                | -                | 1                | 0                | 58               | 11               |
| 通算             | 日本             | 日本             | J3               | 62               | 6                | -                | -                | 1                | 0                | 63               | 6                |
| 通算             | 日本             | 日本             | 他               | -                | -                | -                | -                | 1                | 0                | 1                | 0                |
| 総通算           | 総通算           | 総通算           | 総通算           | 184              | 21               | 12               | 2                | 9                | 0                | 205              | 23               |

- その他の公式戦
  - 2023年 J1昇格プレーオフ 2試合1得点

出場歴
- Jリーグ初出場 - 2019年3月10日 J3第1節 vsAC長野パルセイロ（えがお健康スタジアム）
- Jリーグ初得点 - 2020年7月11日 J3第3節 セレッソ大阪U-23戦 (えがお健康スタジアム)

## 代表歴
- U-15日本代表候補